# Hype Williams (Band)
Hype Williams ist eine britische Band der elektronischen Musik, bestehend aus Inga Copeland (bürgerlich: Alina Astrova) und Dean Blunt (bürgerlich: Roy Chukwuemeka Nnawuchi). 
Die beiden Musiker stammen aus Großbritannien, leben und arbeiten aber in Berlin. Astrova stammt gebürtig aus Russland. Der Bandname leitet sich von Hype Williams, dem US-amerikanischen Video- und Filmregisseur ab. Im Gegensatz zu diesem produzieren Inga Copeland und Dean Blunt in ihrer Musik sowie ihren Musikvideos und Live-Auftritten eine bewusste radikale Billig-Ästhetik. Ihr Stil ist im Bereich der Musikgenres Low Fidelity, Abstract Music, Leftfield und Experimental angesiedelt. Dean Blunt arbeitet solo unter anderem unter den Pseudonymen @jesuschrist3000ADHD, Paradise Sisters, Ramirez, Roy Bundy und Roy Nnawuchi. Er gründete das Label World Music, auch unter World Music Group bekannt.

## Diskografie

### Alben
- 2010: Find Out What Happens When People Stop Being Polite, And Start Gettin Reel (De Stijl)
- 2010: Untitled (Carnivals)
- 2010: Junt / Deez Ruins You See (Hobo Cult Records)
- 2011: One Nation (Hippos In Tanks)
- 2012: London 2012 (selbst herausgebracht)
- 2016: 10 / 10 (selbst herausgebracht)
- 2017: Guccistreams 2 (selbst herausgebracht)
- 2017: Chalice (selbst herausgebracht)
- 2017: Rainbow Edition (Big Dada Recordings)

### Singles & EPs
- 2009: High Beams EP (selbst herausgebracht)
- 2010: Han Dynasty I (De Stijl)
- 2010: Do Roids And Kill E'rything (Second Layer Records)
- 2010: Dior EP (selbst herausgebracht)
- 2011: Kelly Price W8 Gain Vol II (Hyperdub)
- 2011: Rise Up (Second Layer Records)
- 2012: Meet Shangaan Electro (in Zusammenarbeit mit Demdike Stare, Honest Jon's Records)

### Kompilationen
- 2020: L's (World Music)